# Capela-troiță din Șibot
Capela-troiță este un monument istoric aflat pe teritoriul satului Șibot; comuna Șibot, județul Alba. 

## Descriere
Capela-troiță se află în centrul satului Șibot. Pictura interioară a fost realizată în anul 1899, de Petru Poenaru, reprezentant al Școlii de pictură de icoane din Laz. Pictura a fost restaurată în 2002 de Ioan Cucerzan.

## Imagini

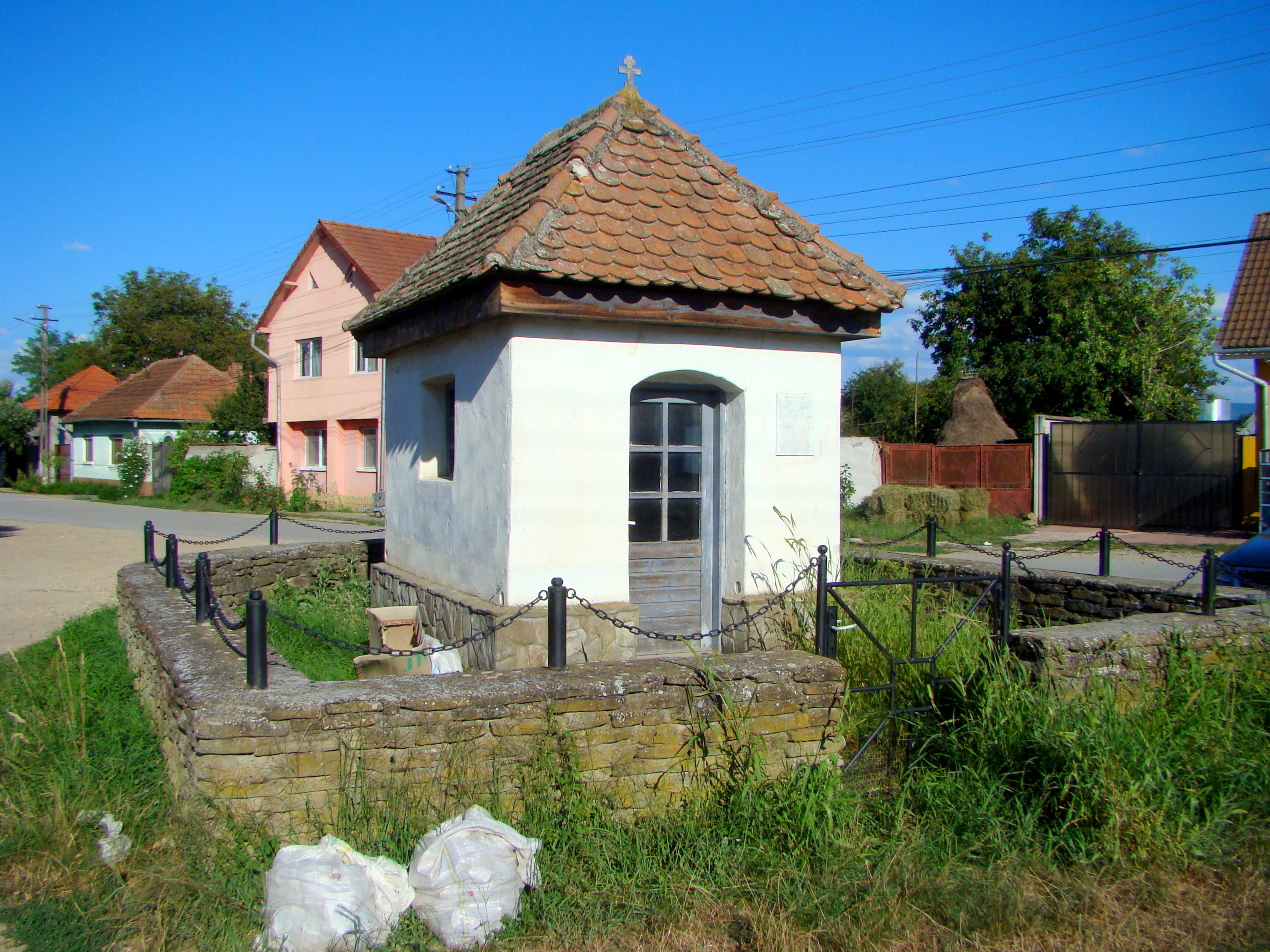
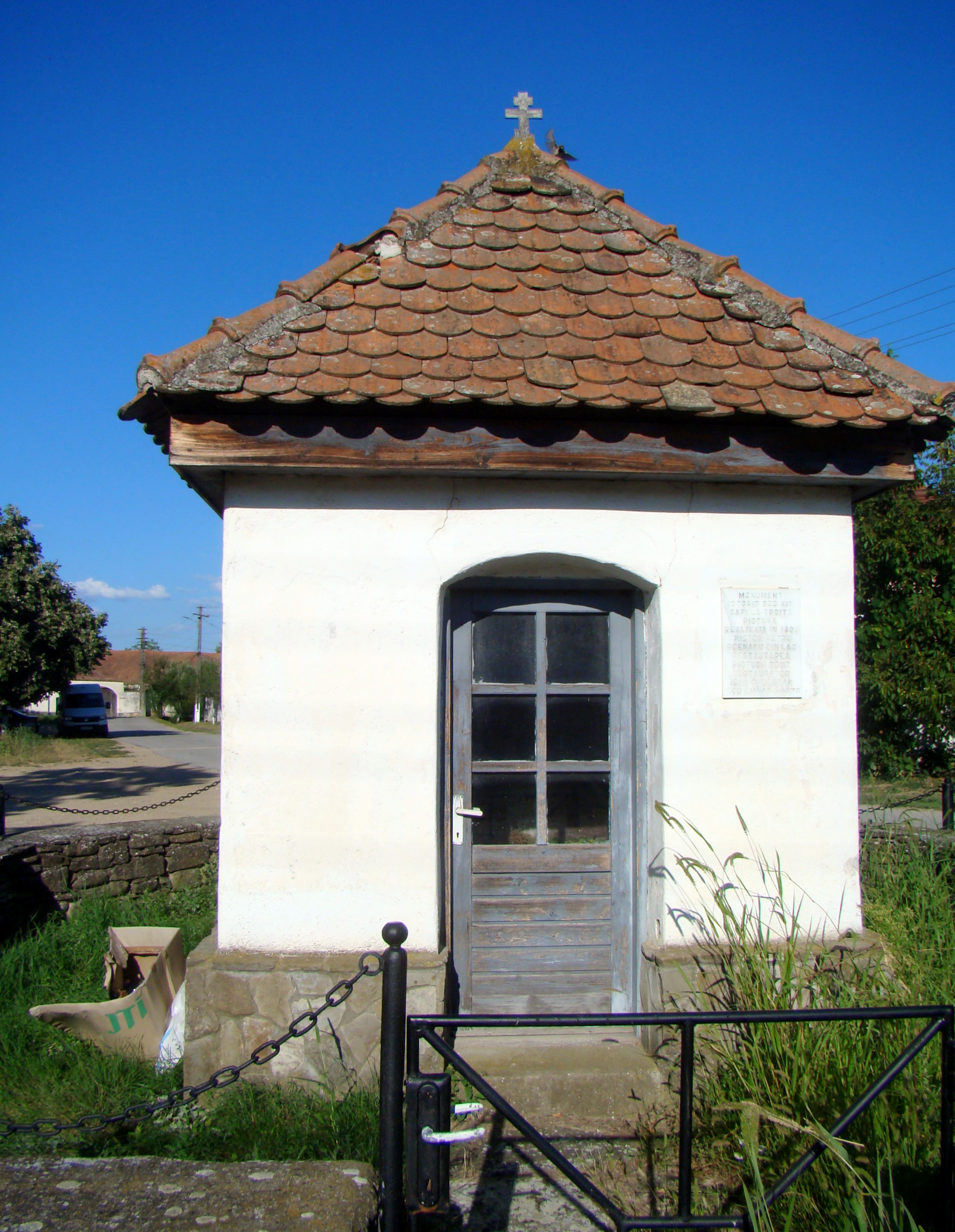
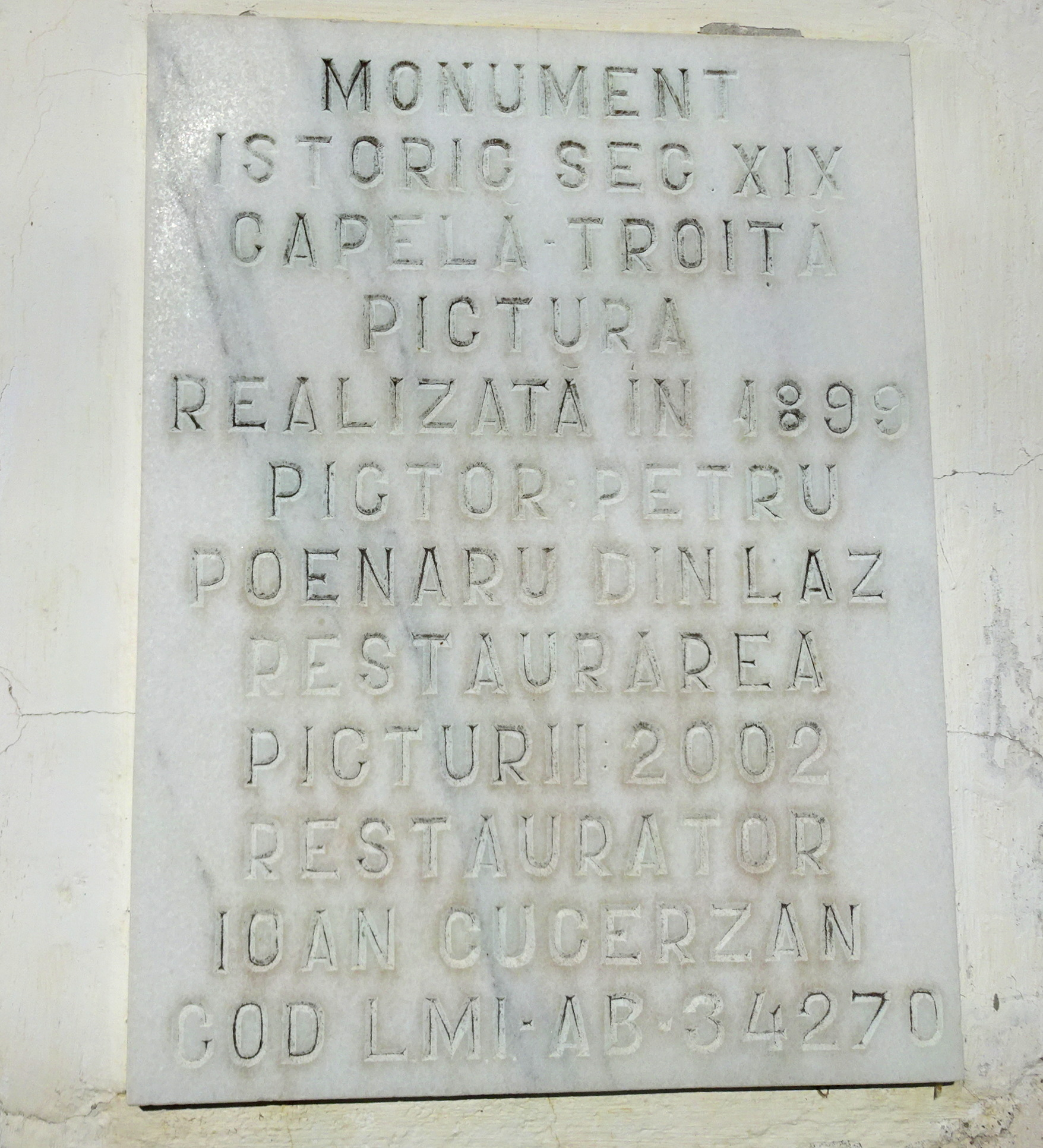
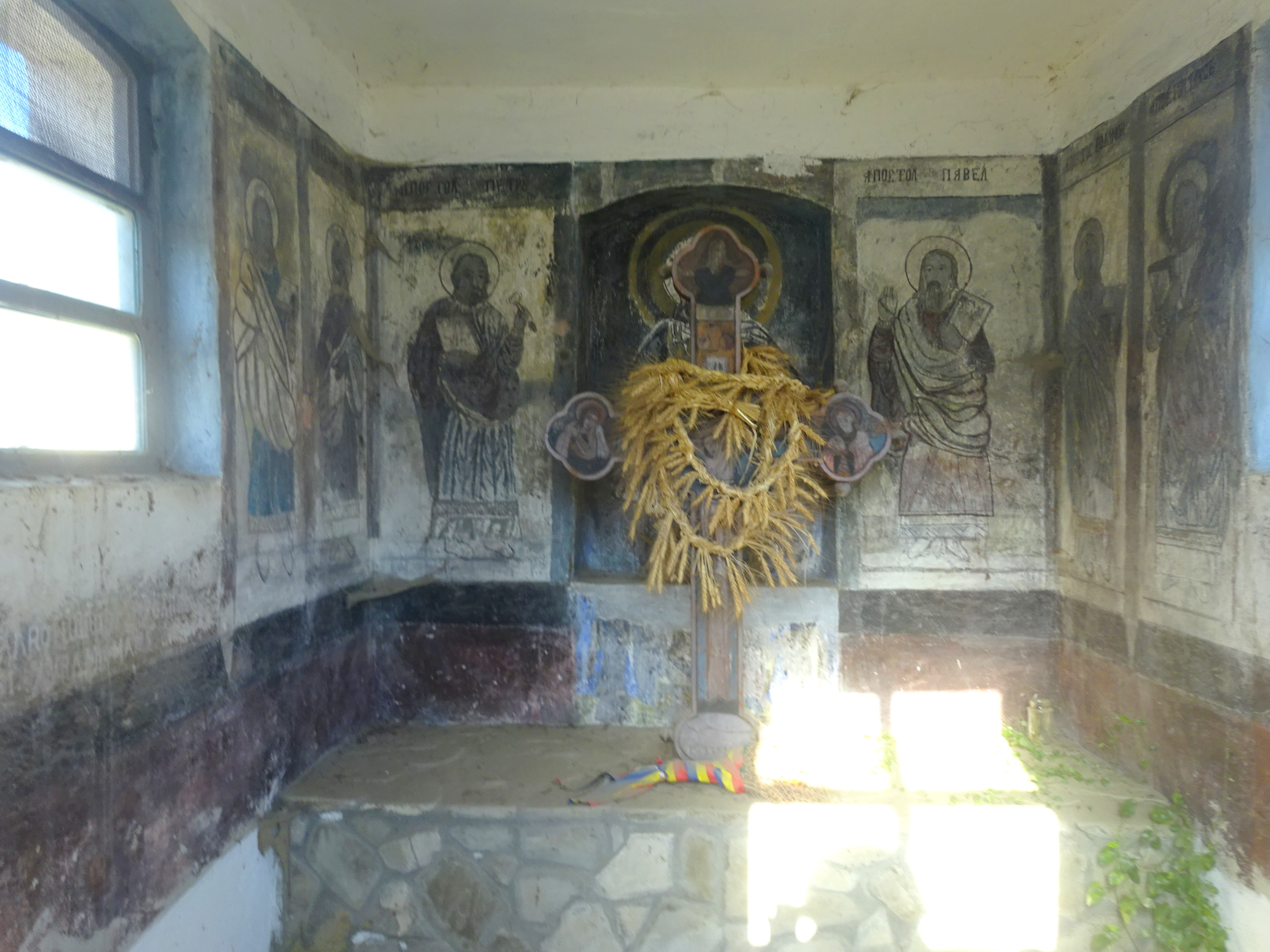
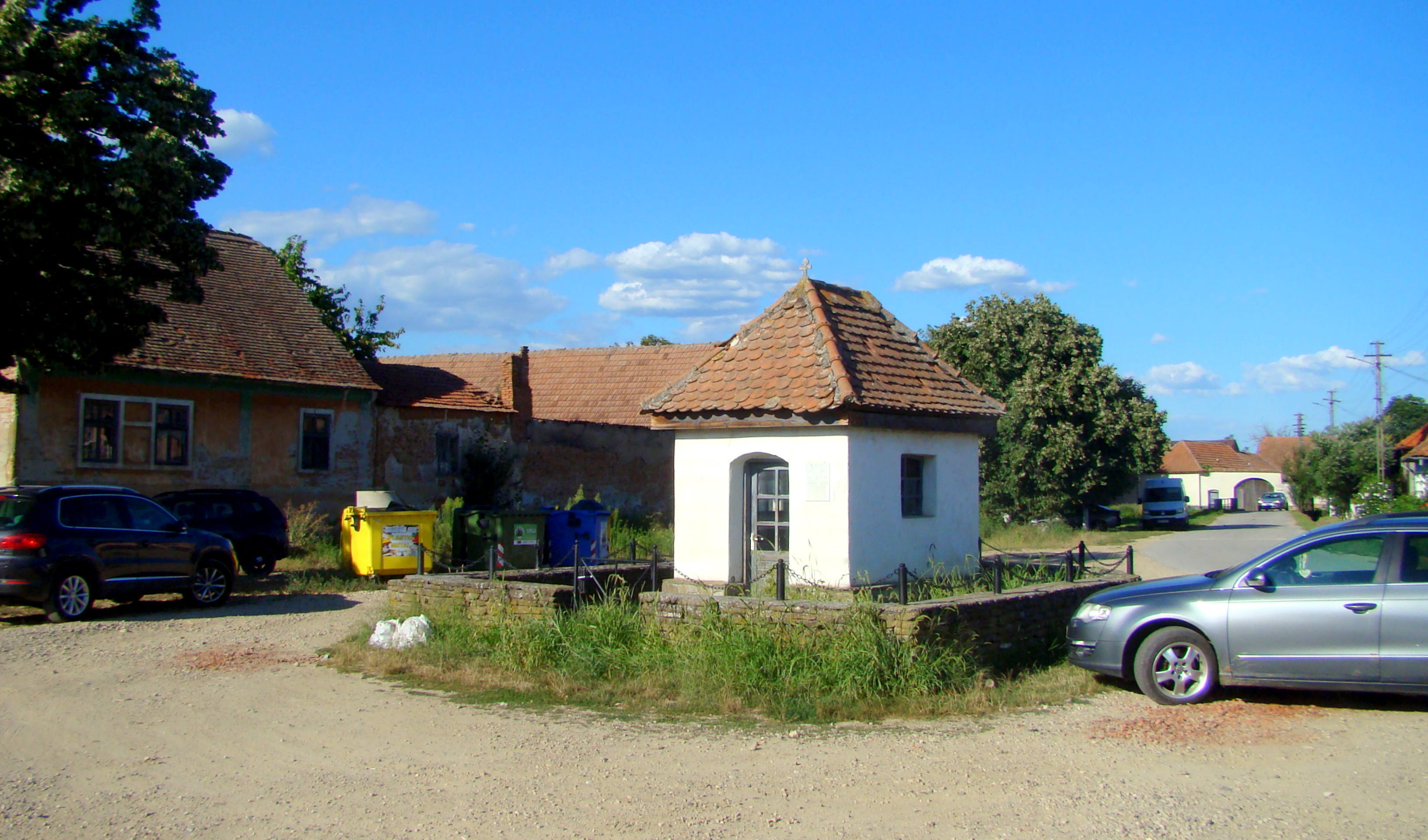
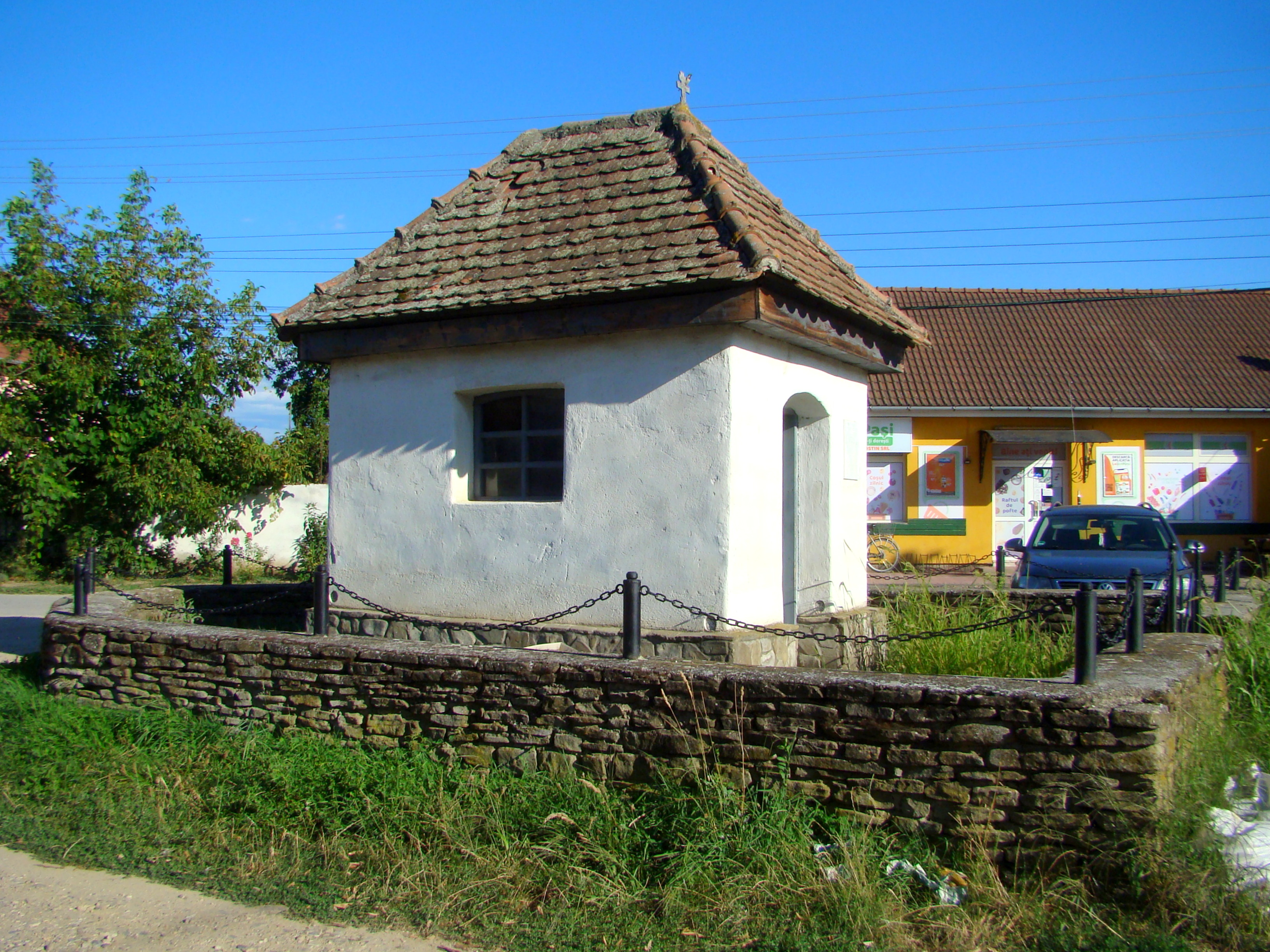
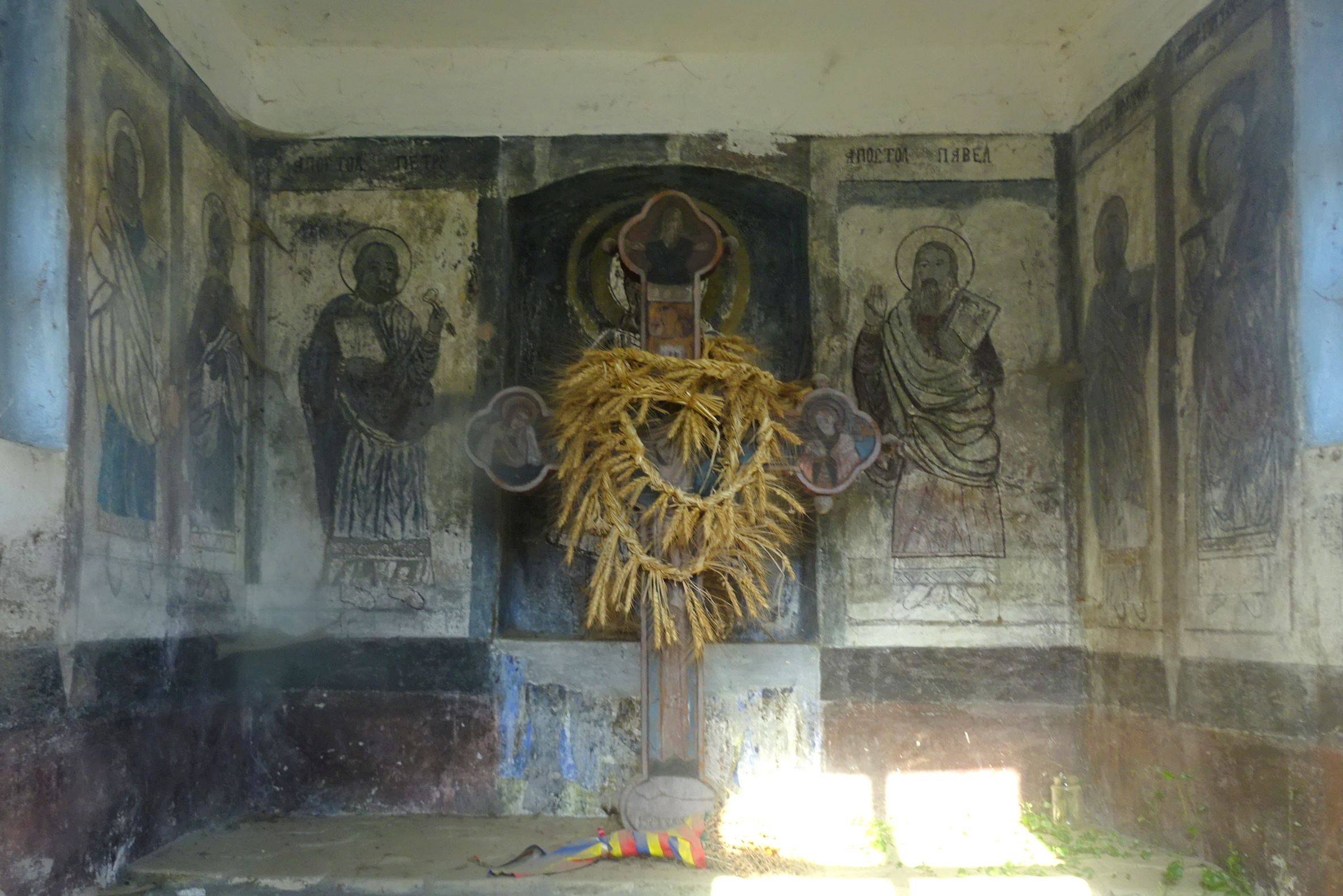
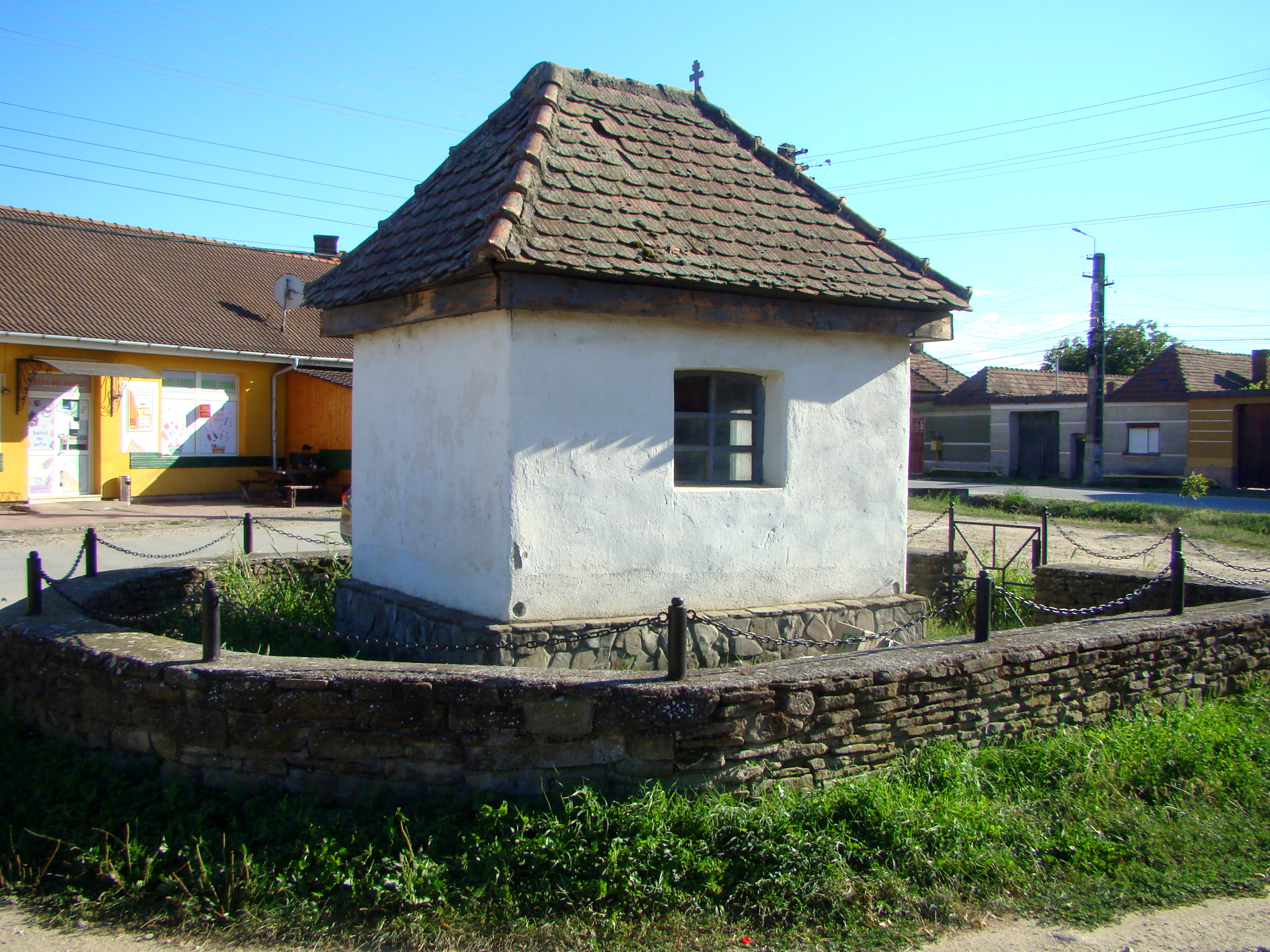
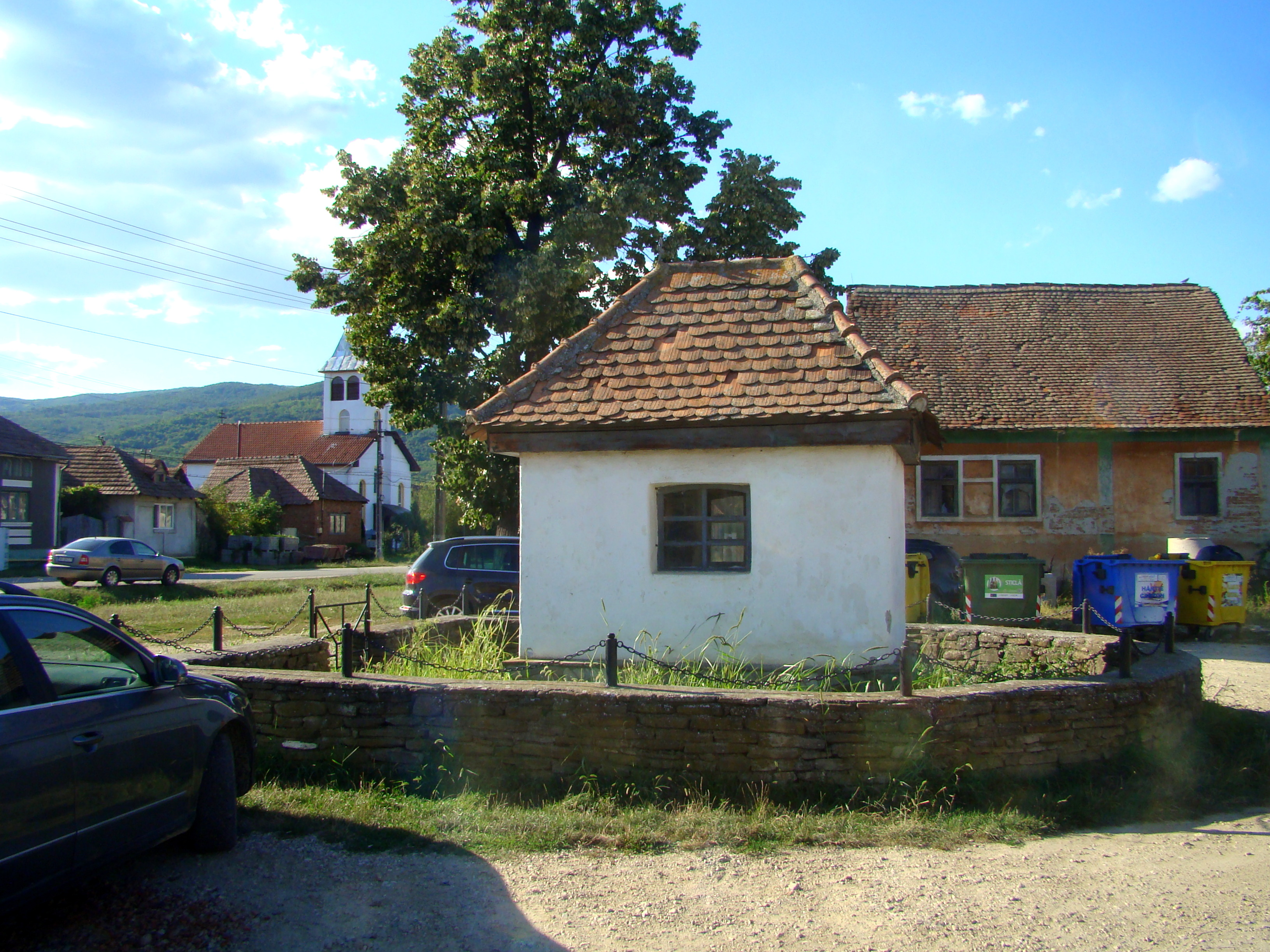

## Vezi și
- Șibot, Alba